# Csacsapoják
A csacsapoják kultúrája prekolumbiánus dél-amerikai civilizáció volt, nevük kecsua nyelven felhőharcost jelent. Noha a mostani Peruban, az Andok hegyei közt éltek, azonban feljegyezték róluk, hogy világos bőrük és szőke hajuk volt. A népet az inkák nem sokkal a spanyolok érkezése előtt igázták le, így kevés hiteles információ maradt fent róluk.
Leszármazottjaik ma is élnek Peruban, közülük kb. hétezren beszélik a csacsapoja nyelvet, amely egyike a kecsua változatainak.

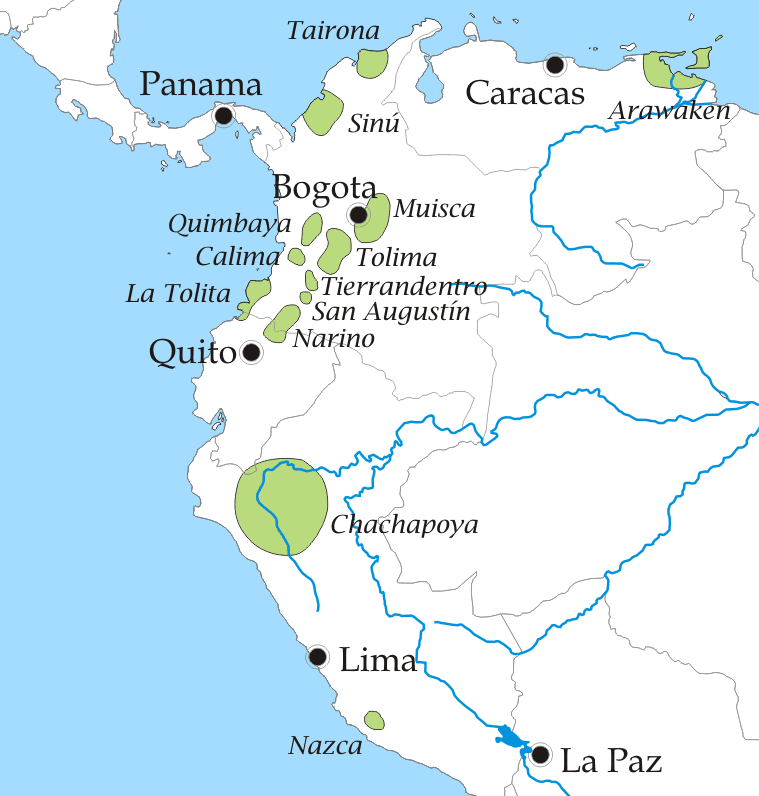
Kolumbusz előtti civilizációk Dél-Amerikában

## Történelem
- 800 körül építették fel Kuélap erődjét vélhetően a Vari birodalom támadásai elleni védelem céljából.
- Az inkák 1475-ben győzték le a Felhőharcosokat, de míg másokat könnyűszerrel sikerült legyőzniük, a csacsapoják kemény ellenállást tanúsítottak. Ekkor még 500 000 embert tett ki a lakosság létszáma. A nép jelentős részét deportálták, sokakat Cuzco városába, az inka birodalom központjába.
- 60 évvel később több néppel együtt szövetkeztek a spanyolokkal az inkák ellen.
- 1549-re, 17 évvel a spanyolokkal való találkozás után a számuk mindössze kilencvenezerre csökkent, elsősorban a himlő és a kanyaró járványok miatt.

## Építészet
Épületeik jellemzően kör alakúak, kőből épített masszív házaikat egyszerű mintákkal díszítették, oly módon, hogy a kövek egy részét úgy építették be a falba, hogy azok geometriai formát adjanak ki. A belső falakon geometriai minták, kígyószobrok és különös, kőből faragott arcok díszítik. Épületeik védő funkciókat is képesek voltak ellátni, egyszerre megvédvén őket a vadállatoktól és az ellenséges támadásoktól. Az ablakok kicsik és nagyon magasra kerültek. Kuelap erődítményébe szűk folyosókon lehetett bejutni, ami valószínűleg szintén védelmi célokat szolgált.
A hegyek lejtőin teraszos földművelést folytattak, burgonyát, kukoricát és más gabonanövényeket termeltek, ami nagyszámú népesség eltartását tette lehetővé. Kereskedelmük is jelentősnek mondható, főként kokacserjét árusítottak.

## Régészeti felfedezések
A csacsapoják városairól keveset tudtak egészen az 1990-es évekig. 1998-ban, Sonia Guillen kutatócsoportja 200 csacsapoja múmiát talált az amazóniai őserdőben, a „Kondorkeselyűk lagúnájának” nevezett lelőhelyen, egy ősi szent tó partján. Ezeken a múmiákon később Bécsben egésztest CT vizsgálatokat is végeztek. A holtakat szokatlan módon a falakba építették, ezzel vélhetően rituális védelmet is biztosítottak.